# Mars Red Sky
Mars Red Sky est un groupe de stoner rock psychédélique français fondé en 2007 à Bordeaux.

## Biographie
Mars Red Sky est fondé en 2007 par Benoît Busser et Julien Pras (ancien membre du groupe Calc). Après trois sessions de répétition et l'écriture de deux morceaux ils sont rejoints par Jimmy Kinast.
Le groupe enregistre un premier album en Espagne, qui sort en avril 2011. Cette même année le groupe est invité à se produire sur scène dans le cadre de Garorock et des Eurockéennes. En novembre Mars Red Sky tourne en tête d'affiche dans plusieurs pays européens. L'année suivante ils sortent un split CD avec Year of No Light, tournent en Europe, participent aux Roadburn Festival et au Desertfest de Berlin, et jouent quelques concerts aux États-Unis.
En avril 2013 le groupe sort le EP Be My Guide et se produit au Desertfest à Londres avant de tourner en France et de jouer dans plusieurs pays européens. En septembre, il donne plusieurs concerts en tête d'affiche au Brésil et en Argentine. Il finit l'année avec nouvelle tournée en Europe de l'Est, Scandinavie, Belgique et France.
En janvier 2014, Mars Red Sky signe un contrat avec Listenable Records qui publie l'album Stranded in Arcadia en avril. Le groupe en fait la promotion en ouvrant sur la tournée de Détroit qui sillonne la France, la Belgique, le Luxembourg ainsi que la Suisse. Durant l'été ils se produisent sur plusieurs festivals européens, dont le Hellfest (ils y joueront également en 2017 et 2019). Pendant les 18 mois qui suivent le groupe continue de jouer dans toute l'Europe ainsi qu'en Russie. En août 2015 Mars Red Sky se produit au Motocultor Festival.
Leur troisième album, Apex III - Praise for the Burning Soul, sort fin février 2016. Le groupe continue de tourner intensément en Europe et participe à la tournée Up in Smoke Vol VII en compagnie de Belzebong et Stoned Jesus. En août Mars Red Sky joue plusieurs concerts aux États-Unis et prend part au festival Psycho Las Vegas.
En 2017 le groupe prend part à plusieurs festivals européens dont le Desertfest de Berlin, le Download Festival France, le Hellfest, le Xtreme Fest et le Sylak Open Air. Mars Red Sky sort cette même année une épopée instrumentale de 17 minutes intitulée Myramyd. 
En juin 2019, ils sortent l'EP Collector sur leur propre label, Mrs Red Sound. À l'instar de toutes leurs pochettes (albums et EP's), la pochette de l'EP a été réalisée par l'artiste Carlos Olmo. 
Le groupe annonce la sortie de The Task Eternal, leur quatrième album studio, le 27 septembre 2019 chez Listenable Records. 

## Membres

### Membres actuels
- Julien Pras - chant, guitare
- Jimmy Kinast - chant, basse
- Mathieu Gazeau - batterie

### Anciens membres
- Benoît Busser - batterie

## Discographie

### Albums studio
- 2011 : Mars Red Sky
- 2014 : Stranded in Arcadia
- 2016 : Apex III - Praise for the Burning Soul
- 2019 : The Task Eternal
- 2023 : Dawn of the Dusk

### EPs
- 2010 : Curse/Sádaba
- 2012 : Mars Red Sky/Year of No Light (split avec Year of No Light)
- 2013 : Be My Guide
- 2014 : Hovering Satellites
- 2016 : Providence
- 2017 : Myramyd